# Trypetocoris aucklandensis
Trypetocoris aucklandensis är en insektsart som beskrevs av Woodward 1953. Trypetocoris aucklandensis ingår i släktet Trypetocoris och familjen Rhyparochromidae. Inga underarter finns listade i Catalogue of Life.